# Oh! Darling
Pistes de Abbey Road
Maxwell's Silver Hammer Octopus's Garden
Oh! Darling est une chanson des Beatles écrite et chantée par Paul McCartney (créditée Lennon/McCartney). Elle apparaît sur Abbey Road, le dernier album enregistré par le groupe, paru le 26 septembre 1969 en Grande-Bretagne et le 1er octobre aux États-Unis.

## Enregistrement
Paul McCartney ébauche la chanson et réalise une première démo au piano lors des sessions du projet Get Back début janvier 1969. Les premières prises de Oh! Darling sont réalisées le 20 avril 1969, mais elle est complétée avec de nombreux overdubs durant l'enregistrement proprement dit d'Abbey Road en juillet et août 1969.
Lorsque le groupe commence Oh! Darling, Paul McCartney vient au studio très tôt tous les jours pendant une semaine pour la chanter, car il trouve que sa voix sonne trop sèche. Il veut que sa voix soit « à vif » et donne l'impression qu'il chante sur scène depuis une semaine. Il recommence donc des dizaines de fois avant d'obtenir un résultat satisfaisant, notamment sur le pont de la chanson (« When you told me you didn't need me anymore... »), où il hurle littéralement,.
Dans sa fameuse interview avec le magazine Playboy en 1980, John Lennon explique qu'il n'a jamais apprécié la performance vocale de Paul et pensait que lui aurait fait mieux : « Oh! Darling était une bonne chanson de Paul mais il ne la chantait pas si bien. J'ai toujours su que j'aurais pu faire mieux — c'était plus mon style que le sien. Il l'a écrite, alors il l'a chantée ».
Le 27 janvier 1969, la future femme de John Lennon, Yoko Ono, conclut sa procédure de divorce avec son premier mari, l'acteur Anthony Cox. Durant les sessions du projet Get Back, John se lance à la fin de Oh! Darling en répétition, déclarant « Libres enfin ! Yoko vient d'en finir avec son divorce ! », le groupe continue alors à jouer, se lançant dans une improvisation sur le thème chanté par Lennon : I'm Free at Last. Cette répétition est disponible sur l'album Anthology 3.

## Fiche technique

### Interprètes
- John Lennon : piano, chœurs
- Paul McCartney : basse, chant, chœurs
- George Harrison : guitare électrique, chœurs
- Ringo Starr : batterie

### Équipe de production
- The Beatles – production
- George Martin – producteur
- Chris Thomas – producteur
- Tony Clark – ingénieur du son
- Geoff Emerick – ingénieur du son
- Jeff Jarratt – ingénieur du son
- John Kurlander – ingénieur du son
- Phil McDonald – ingénieur du son
- Alan Parsons – ingénieur du son

## Analyse artistique
Oh! Darling est une chanson, écrite par Paul McCartney, à la manière des ballades rock de la fin des 1950.
Oh! Darling parle d'un homme qui supplie sa copine de rester en affirmant : « Crois-moi, je ne te ferai jamais de mal, si tu me laisses, je n'y arriverai pas seul » et en hurlant : « Quand tu m'as dit que tu n'avais plus besoin de moi, je me suis écroulé, j'ai pleuré et j'en suis presque mort ». Son titre originellement, lors de son enregistrement, était Oh! Darling (I'll Never Do You No Harm), phrase qui est reprise dans les paroles.

## Parution
La chanson est placée en quatrième position sur la face 1 de l'album Abbey Road. On peut voir des répétitions de celle-ci autant dans le film Let It Be que dans la télésérie The Beatles: Get Back. Outre la prestation décrite plus haut, placée sur Anthology 3, une répétition effectuée lors des séances de janvier 1969 est incluse sur le deuxième disque de suppléments, Rehearsals and Apple Jams, de la réédition Super Deluxe de l'album Let It Be paru en 2021, et une autre est entendue lors du générique final de la réédition de 2024 du film d'origine[réf. nécessaire].

## Reprises
Parmi les artistes ayant repris cette chanson, on peut citer :
- George Benson sur l'album "The Other Side of Abbey Road" (1969),
- Robin Gibb dans le film "Sgt. Pepper's Lonely Hearts Club Band (1978),
- Mina sur "Uiallalla vol. 1" (1989),
- Huey Lewis sur "Come Together / America Salutes the Beatles"(1995),
- Vanessa Paradis en concert privé sur Canal+ (1996),
- John Pizzarelli sur "Meets the Beatles" (1998),
- Laurence Juber sur "LJ Plays the Beatles" (2000),
- B'z, groupe rock japonais, lors de la tournée "Live Gym Pleasure 2008, Glory Days" (2009),
- Imelda May Live From Abbey Road 2009 (2009),
- Hanson (Live) (2012).
- Haley Rheinardt (2020).